# Hansi Knoteck
Johanna „Hansi“ Knoteck, rodným jménem Johanna Gnoteck (2. března 1914 Vídeň – 23. února 2014 Eggstätt) byla rakouská filmová a divadelní herečka.

## Život
Johanna Gnoteck se narodila jako dcera ředitele pojišťovny ve Vídni. Byla praneteří vídeňské herečky Kathariny Schratt. Od 14 let navštěvovala vyhlášenou vídeňskou baletní školu a tři roky studovala na Univerzitě hudebních a dramatických umění ve Vídni. Debutovala v divadle Mariánských Lázních rolí ve hře Junge Liebe („Mladá láska“). Po účinkování v Moravské Ostravě získala angažmá v Altes Theater v Lipsku, kde slavila úspěch ve hře Der junge Baron Neuhaus („Mladý baron Neuhaus“). Poté, co ji angažovala společnost UFA, objevovala se na divadelních prknech pravidelně. Hrála ve hrách Richarda Billingera Stille Gäste, Carla Gozziho Turandot.
Filmovou kariéru jako dvacetiletá, debutovala v roce 1934 hlavní rolí v adaptaci díla Ludwiga Ganghofera Schloß Hubertus režiséra Hanse Deppeho.
Její předchůdkyní byla Maria Schell, nástupkyní Lien Deyers. Hansi Knoteck byla celkem sedmkrát obsazena jako představitelka Ganghoferových dívčích a ženských postav ve filmech žánru označovaného jako Heimatfilm. Tyto filmy zobrazovaly venkovské prostředí a jednoduché moralitní příběhy v sentimentálním stylu, což bylo důvodem, proč se z Hansi Knoteck jako představitelky jejich rolí nestala dramatická herečka.
Široce populární se stala jako partnerka Adolfa Wohlbrücka ve filmu Der Zigeunerbaron („Cikánský baron“, 1935). K jejím nejznámějším filmům z 30. let patří Fürst Woronzeff (1934), „Das Mädchen vom Moorhof“ (1935), Das Schweigen im Walde (1937), Der Mann, der Sherlock Holmes war (1937) po boku herců jako Hans Albers a Heinz Rühmann a Waldrausch z roku 1939.
Během válečných let její filmová aktivita poklesla. V roce 1940 se vdala za herce Viktora Staala (1909–1982). V roce 1942 se páru narodil syn Hannes. Rodina Staalových od té doby žila v Mnichově.
Po skončení války ve své práci stejným stylem a v podobných filmech pokračovala. Ke snímkům z období 50. let patří Grenzstation 58 (1950), Der Jagerloisl vom Tegernsee (1951, na námět díla Ludwiga Thomy a Der Pfarrer von Kirchfeld (1955). V roce 1974 slavila Hansi Knoteck ve filmu Der Jäger von Fall jako matka hlavního hrdiny svůj malý comeback. Poté ale svou filmovou kariéru ukončila.
Hansi Knoteck zemřela několik dní před svými 100. narozeninami v bavorském Eggstättu. Pohřbena je na mnichovském hřbitově Nordfriedhof (hrob č. 64-5-14). Náhrobní kámen sem převezl její manžel z Gautingu.

## Filmografie
- 1934: Schloß Hubertus, režie: Hans Deppe
- 1934: Fürst Woronzeff, režie: Arthur Robison
- 1935: Das Mädchen vom Moorhof
- 1935: Der Zigeunerbaron, režie: Karl Hartl
- 1935: Die Heilige und ihr Narr, režie: Hans Deppe
- 1936: Inkognito, režie: Richard Schneider-Edenkoben
- 1937: Waldwinter, režie: Fritz Peter Buch
- 1937: Brillanten, režie: Eduard von Borsody
- 1937: Das schöne Fräulein Schragg, režie: Hans Deppe
- 1937: Das Schweigen im Walde, režie: Hans Deppe
- 1937: Der Mann, der Sherlock Holmes war, režie: Karl Hartl
- 1937: Ritt in die Freiheit, režie: Karl Hartl
- 1937: Wenn Frauen schweigen, režie: Fritz Kirchhoff
- 1937: Gewitter im Mai, režie: Hans Deppe
- 1938: Prinzessin Wildfang, režie: Fritz Thiery
- 1938: Der Edelweißkönig, režie: Paul Ostermayr
- 1939: Heimatland, režie: Ernst Martin
- 1939: Waldrausch, režie: Paul Ostermayr
- 1940: Das sündige Dorf, režie: Joe Stöckel
- 1940: Im Schatten des Berges, režie: Alois Johannes Lippl
- 1940: Der laufende Berg, režie: Hans Deppe
- 1941: Venus vor Gericht, režie: Hans H. Zerlett
- 1942: Die Erbin vom Rosenhof, režie: Franz Seitz
- 1944: Das war mein Leben, režie: Paul Martin
- 1948: Leckerbissen, režie: Werner Malbran
- 1950: Die fidele Tankstelle, režie: Joe Stoeckel
- 1951: Grenzstation 58, režie: Harry Hasso
- 1951: Heimat deine Sterne, na námět Der Jagerloisl von Tegernsee, režie: Hermann Kugelstadt
- 1952: Haus des Lebens, režie: Karl Hartl
- 1952: Heimatglocken, režie: Hermann Kugelstadt
- 1954: Am Anfang war es Sünde, režie: František Čáp
- 1955: Der dunkle Stern, režie: Hermann Kugelstadt
- 1955: Der Pfarrer von Kirchfeld, režie: Hans Deppe
- 1974: Der Jäger von Fall, režie: Harald Reinl